# Ino Yamanaka
 (juin 2024).
Pour les articles homonymes, voir Ino et Yamanaka.
Ino Yamanaka (山中いの, Yamanaka Ino) est un personnage du manga Naruto. Elle est la 16e génération du clan Yamanaka.

## Profil

### Histoire

#### Première partie

Symbole du clan Yamanaka.

Ino est une kunoichi du village caché de Konoha, et membre du clan Yamanaka. Elle connaît beaucoup de choses sur la botanique, car son clan possède un magasin de fleurs où elle travaille souvent. La technique principale de son clan est la transposition, qui permet à l'utilisateur de s'approprier le corps de l'adversaire pendant environ cinq minutes. 
Enfants à l'académie, Sakura et Ino étaient les meilleures amies du monde ; Ino était alors un modèle pour Sakura. Lorsque les deux tombent amoureuses de Sasuke, Ino développe une certaine rancœur envers cette dernière, et elles entretiennent dès lors une inimitié rivale.
Malgré tout, elle prouve qu'elle tient à son ancienne amie ; d’apparence égoïste et faible, Ino révèle beaucoup de cran pendant l'examen chūnin en sauvant Sakura des prises des genin du Son. S'apercevant que celle-ci se démène pour sauver ses coéquipiers, elle s’interpose avec le reste de l’équipe 10, et grâce à un travail d'équipe, ils neutralisent les trois ninjas du Son avant le réveil de Sasuke et l'arrivée des équipiers de Lee. Ino, encouragée par Shikamaru, affronte ensuite Sakura, encouragée par Naruto, lors des éliminatoires de la troisième épreuve de l'examen ; le combat, très stratégique, s'achève sur un match nul.
Après leur combat, elles rendent visite à Rock Lee, hospitalisé après son combat acharné contre Gaara, puis participent comme spectatrices à la troisième épreuve de l'examen avec Chôji, durant lequel elles encouragent Shikamaru et Sasuke pour leurs combats face aux ninjas de Suna. Sous l’emprise de l’illusion de Kabuto, Ino ne peut assister à l’attaque des ninjas de Suna et d'Oto sur Konoha, ainsi qu’à la mort du 3e Hokage. Elle assiste aux funérailles de ce dernier, puis plus tard, après l'arrivée de Tsunade comme 5e Hokage, Ino célèbre, avec Chôji, Asuma et Shikamaru, la promotion de celui-ci en tant que chūnin. Le départ de Sasuke finit par pousser Ino à se réconcilier avec Sakura, et tout comme elle, ne supportant plus d'être un fardeau, décide de suivre une formation de ninja médecin.

#### Seconde partie
Dans la seconde partie, Ino est devenue chūnin et une ninja médecin (eisen-nin), formée par Tsunade.
Lorsque Konoha poursuit Akatsuki, Ino fait partie de l'une des équipes avec Chôji, Raido Namiashi et Aoba Yamashiro. Elle arrive trop tard pour sauver Asuma, qu'elle voit mourir dans les mains de Hidan et Kakuzu. Décidée à le venger, elle suit Shikamaru et Kakashi pour affronter le duo d'immortels. Ino prend possession d'un aigle pour les repérer.
Lors de l'invasion de Konoha, elle avertit son père de l'attaque de Pain. Elle accompagne ensuite son père et Shizune pour en apprendre plus sur celui-ci. Comme la majorité des ninjas, elle est protégée par les limaces de Tsunade lors de l'explosion du village. 
De manière générale, Ino n'a pas un grand rôle dans le manga. Toujours en retrait en combat et utilisant rarement ses techniques, ses capacités et son évolution restent inconnues. On en apprend cependant un peu plus sur les capacités de son clan, comme le fait qu'ils puissent sonder les esprits ou communiquer entre eux par la pensée (télépathie).
Au début de la 4e grande guerre ninja, elle est placée dans la division des forces spéciales dirigée par Mifune avec entre autres Shino Aburame, Kiba Inuzuka et sa sœur Hana Inuzuka. Elle permet à Darui de sceller Kinkaku en prenant possession de ce dernier. Accompagnée de Chôji et Shikamaru, ils doivent combattre et vaincre Asuma invoqué par la technique de la «Réincarnation des âmes» de Kabuto. Elle a également développé ses capacités de ninja sensoriel, pouvant localiser plusieurs dizaines d’adversaires précisément juste en ressentant leur chakra, et peut transmettre des informations par télépathie.
Ino part ensuite sur le champ de bataille avec le reste de l'alliance ninja pour prêter main-forte à Naruto, Killer Bee, Kakashi et Gaï confrontés à Obito, Madara et Jûbi. Avec Shikamaru, Chôji, Saï, Lee, Tenten, Kiba, Shino et Hinata, elle manipule un des neuf « Orbes tourbillonnants » destinés à frapper la garde d'Obito, devenu l’hôte de Jûbi.
Lorsque Madara déclenche les « Arcanes lunaires infinis », elle est prise dans une illusion où Sasuke et Saï sont prêts à en découdre pour conquérir son cœur, ce qui fait la fierté de son père. Lorsque Naruto et Sasuke arrêtent la technique, après leur dernier combat, elle apparaît aux côtés de l'équipe 10 et de ses camarades aux enterrements de Neji, de son père et de celui de Shikaku

#### The Lastet épilogue
Ino apparaît dans Naruto Shippuden: The Last aux côtés de ses coéquipiers ; elle reste au village pendant que l'équipe de Shikamaru, Naruto, Hinata, Sakura et Saï part pour retrouver Toneri Ôtsutsuki et délivrer Hanabi. Elle assiste au mariage de Naruto et Hinata, prenant notamment un selfie d'elle, Hinata, Sakura et Tenten et tenant la main de Saï lors de la fin du générique du film.
Une quinzaine d’années après la fin de la 4e Grande guerre ninja, Ino a épousé Saï et ils ont un fils, Inojin. Elle voudrait bien que son fils et ses camarades, Chôchô la fille de Chôji, et Shikadai, le fils de Shikamaru, prennent plus au sérieux leur entrainement aux techniques secrètes de leurs clans et à la combinaison Ino-Shika-Chô. Son fils appréhende sa réaction lorsqu'il se rend seul au terrain d'entrainement et qu'il voit qu'il ne pourra pas s'en sortir sans ses deux camarades, qui ont préféré vaquer à d’autres occupations.

### Personnalité
Considérée comme une lespédéza, une fleur qui s'épanouit sous la pluie, au sein du clan Yamanaka, Ino fait partie de l'équipe 10 composée de Shikamaru et de Chôji et de leur sensei, Asuma Sarutobi. Elle a, au départ, bien du mal à se faire à l'idée de travailler avec ses deux nouveaux équipiers, mais avec le temps, elle finit par réaliser son attachement pour ses camarades. Par ailleurs, elle combine très souvent ses techniques avec celles de Shikamaru durant les combats.
Petite, Ino défendait toujours Sakura, qui subissait les moqueries de ses camarades à cause de son front. Les deux jeunes filles deviennent ensuite meilleures amies, jusqu'au jour où elles tombent toutes deux amoureuses de Sasuke Uchiwa, ce qui créé une rivalité entre elles. Après le départ de ce dernier durant la première partie du manga, elles enterrent la hache de guerre et se réconcilient. Dans la seconde partie du manga, elles s'embrouillent pour des broutilles, mais malgré tout, elles restent toujours très complices. Comprenant que Sakura tient toujours à Sasuke, Ino tombe sous le charme de Saï et concentre dorénavant son attention sur celui-ci.
De par son caractère autoritaire et du fait de la passivité de ses coéquipiers, Ino joue le rôle de leader au sein de son équipe au début du manga, Shikamaru étant le stratège et Chôji la force brute. Ino signifiant « sanglier », elle forme la combinaison Ino-Shika-Chō (sanglier-cerf-papillon) avec Shikamaru et Chôji, en référence à une combinaison gagnante à l'hanafuda (jeu de cartes japonais) ; ils forment ainsi une équipe très soudée malgré les apparences. Ino est cependant l'un des personnages récurrents les plus écartés des combats.

## Apparition dans les autres médias
Ino apparaît dans presque tous les OAV de la série mais elle n'y joue pas de rôle très majeur.
Yamaja Chino, est un parodie d'elle dans la bande dessinée, Raruto.

## Réception
Selon les sondages de popularité au Japon, Ino a fini :
- 30e au premier sondage de popularité ;
- 32e au second ;
- 24e au quatrième ;
- 14e au cinquième ;
- 17e au sixième ;
- 29e au septième.

En somme, Ino a une popularité moyenne et plutôt constante.

## Techniques
- La technique de transposition (心転身の術, Shintenshin no Jutsu?)[3] -  Rang C 
Ino transfère son esprit dans le corps de l'ennemi pour le contrôler. Cependant, son propre corps reste inanimé pendant toute la durée de cette technique et si elle rate son coup son esprit mettra quelques minutes pour retourner dans son corps ce qui est dangereux dans un combat. Peut être combiné avec la technique des Manipulations des ombres du clan Nara. Dans la 2e partie du manga, elle parvient à posséder deux personnes à la fois. Elle peut également posséder le corps des animaux (comme un aigle), pour une mission de recherche ou d’observation[4].
- Technique de communication (心伝身の術, Shindenshin no jutsu?)-  Rang A 
Technique de télépathie propre au clan Yamanaka.
- La grande confusion (心乱身の術, Shinranshin no jutsu?) -  Rang B 
Propre au clan Yamanaka. Ino perturbe l'esprit de l'adversaire sans perdre le contrôle de son corps. Bien que toujours conscient, celui-ci ne peut plus contrôler ses gestes et attaque ses compagnons.
- Transmission sensorielle (掌仙術, Kanchi denden?) -  Rang A 
C'est un jutsu de transfert qui permet à l'utilisateur d'échanger ses émotions avec deux autres personnes ou plus.
- Technique de la Paume Mystique (掌仙術, Shōsen Jutsu?) -  Rang A 
Ce jutsu est une technique médicale universelle employée par les ninjas-médecins pour guérir les blessures, et effectuer des gestes chirurgicaux. L'utilisateur concentre son chakra dans sa main et l'applique à la blessure, accélérant la régénération des cellules.
- Transposition Multiple (心転分身の術, Shinten Bunshin no Jutsu?)
Version avancée de la technique de transposition, qui permet de prendre possession de plusieurs corps à la fois.

### Anime
- La grande confusion (Shinraiju no jutsu?)
Technique d'attraction / de nouvelle approche. Avec cette technique, Ino vise et télétransporte l'adversaire à ses côtés dans un nuage de fumée. Elle l'utilise sur Naruto dans l'épisode 192.

### Jeux vidéo
Ino ne disposant pas d'attaque spéciale dans les jeux vidéo de la série, est amenée à utiliser des attaques relatives à la botanie ou aux outils explosifs.
- Jardin de pétales dansants (花弁舞う花園, Hanabiramau hanazono?)
Tout d’abord, Ino émet du chakra sous ses pieds pour vite se déplacer. Juste après, elle effectue une danse pour attaquer l'adversaire ayant autour d'elle des pétales de fleurs et en chargeant du chakra dans ses pieds, elle frappe l'adversaire d’un coup de pied violent.
- Profusion de fleurs (忍法・百花繚乱, Ninpō - Hyakka ryṓran?)
Ino envoie une horde de fleurs empoisonnées sur son adversaire.
- Papillon de feu (忍法・蝶針火, Ninpō - Chōshinka?)
Ino déclenche une illusion où des papillons entourent l'adversaire. Les papillons entourent soudainement l'adversaire alors que ces papillons étaient en réalité d'innombrables parchemins explosifs qui se mettent à exploser lors de la rupture du sort d'illusion.

### Databooks
- (ja) Masashi Kishimoto, NARUTO - Hiden Tō no Sho (NARUTO―ナルト―［秘伝・闘の書］?) : Characters Official Data Book (キャラクターオフィシャルデータBOOK?), Tōkyō, Shūeisha, coll. « Jump Comics (ジャンプコミックス, Janpu Comikkusu?) / Naruto »,‎ 4 avril 2005, 320 p., shinsho (新書?) / Tankōbon / 175x115mm (ISBN 4-08-873734-2 et 978-4-08-873734-8, présentation en ligne)
- (ja) Masashi Kishimoto, NARUTO - Hiden Sha no Sho (NARUTO―ナルト―［秘伝・者の書］?) : Characters Official Data Book (キャラクターオフィシャルデータBOOK?), Tōkyō, Shūeisha, coll. « Jump Comics (ジャンプコミックス, Janpu Comikkusu?) / Naruto »,‎ 4 septembre 2008, 360 p., shinsho (新書?) / Tankōbon / 175x115mm (ISBN 978-4-08-874247-2, présentation en ligne)

### Tomes en français
- Masashi Kishimoto (trad. Sylvain Chollet), Naruto tome 1 : Naruto Uzumaki !!, Kana, coll. « Shonen Kana / Naruto », 9 mars 2002, 192 p., Tankōbon / 115x175mm (ISBN 2-87129-414-3 et 978-2-87129-414-6, présentation en ligne)
- Masashi Kishimoto (trad. Sylvain Chollet), Naruto tome 8 : Au péril de sa vie !!, Kana, coll. « Shonen Kana / Naruto », 11 octobre 2003, 198 p., Tankōbon / 115x175mm (ISBN 2-87129-552-2 et 978-2-87129-552-5, présentation en ligne)
- Masashi Kishimoto (trad. Sylvain Chollet), Naruto tome 9 : Neji et Hinata, Kana, coll. « Shonen Kana / Naruto », 10 janvier 2004, 192 p., Tankōbon / 115x175mm (ISBN 2-87129-599-9 et 978-2-87129-599-0, présentation en ligne)
- Masashi Kishimoto (trad. Sébastien Bigini), Naruto tome 13 : La fin de l’examen… !!, Kana, coll. « Shonen Kana / Naruto », 25 septembre 2004, 192 p., Tankōbon / 115x175mm (ISBN 2-87129-646-4 et 978-2-87129-646-1, présentation en ligne)
- Masashi Kishimoto (trad. Sébastien Bigini), Naruto tome 16 : La bataille de Konoha, dernier acte !!, Kana, coll. « Shonen Kana / Naruto », 4 mars 2005, 192 p., Tankōbon / 115x175mm (ISBN 2-87129-723-1 et 978-2-87129-723-9, présentation en ligne)
- Masashi Kishimoto (trad. Sébastien Bigini), Naruto tome 36 : L’unité 10, Kana, coll. « Shonen Kana / Naruto », 6 juin 2008, 192 p., Tankōbon / 115x175mm (ISBN 978-2-5050-0323-6, présentation en ligne)
- Masashi Kishimoto (trad. Sébastien Bigini), Naruto tome 37 : Le combat de Shikamaru !!, Kana, coll. « Shonen Kana / Naruto », 4 juillet 2008, 192 p., Tankōbon / 115x175mm (ISBN 978-2-5050-0378-6, présentation en ligne)
- Masashi Kishimoto (trad. Sébastien Bigini), Naruto tome 38 : Le fruit de l’entraînement… !!, Kana, coll. « Shonen Kana / Naruto », 19 septembre 2008, 192 p., Tankōbon / 115x175mm (ISBN 978-2-5050-0432-5, présentation en ligne)
- Masashi Kishimoto (trad. Sébastien Bigini), Naruto tome 46 : Le retour de Naruto !!, Kana, coll. « Shonen Kana / Naruto », 15 janvier 2010, 192 p., Tankōbon / 115x175mm (ISBN 978-2-5050-0788-3, présentation en ligne)
- Masashi Kishimoto (trad. Sébastien Bigini), Naruto tome 48 : Hourras au village !!, Kana, coll. « Shonen Kana / Naruto », 7 mai 2010, 208 p., Tankōbon / 115x175mm (ISBN 978-2-5050-0870-5, présentation en ligne)
- Masashi Kishimoto (trad. Sébastien Bigini), Naruto tome 49 : Le Conseil des Cinq Kage… !!, Kana, coll. « Shonen Kana / Naruto », 2 juillet 2010, 192 p., Tankōbon / 115x175mm (ISBN 978-2-5050-0871-2, présentation en ligne)
- Masashi Kishimoto (trad. Frédéric Malet), Naruto tome 55 : Le Début de la Grande Guerre !, Kana, coll. « Shonen Kana / Naruto », 6 juillet 2012, 208 p., Tankōbon / 115x175mm (ISBN 978-2-5050-1428-7, présentation en ligne)
- Masashi Kishimoto (trad. Frédéric Malet), Naruto tome 56 : L’Équipe Asuma de nouveau réunie !, Kana, coll. « Shonen Kana / Naruto », 7 septembre 2012, 192 p., Tankōbon / 115x175mm (ISBN 978-2-5050-1486-7, présentation en ligne)
- Masashi Kishimoto (trad. Sébastien Bigini), Naruto tome 64 : Jûbi, Kana, coll. « Shonen Kana / Naruto », 5 septembre 2014, 192 p., Tankōbon / 115x175mm (ISBN 978-2-5050-6084-0, présentation en ligne)